# Palazzo della Camera di Commercio (Salerno)

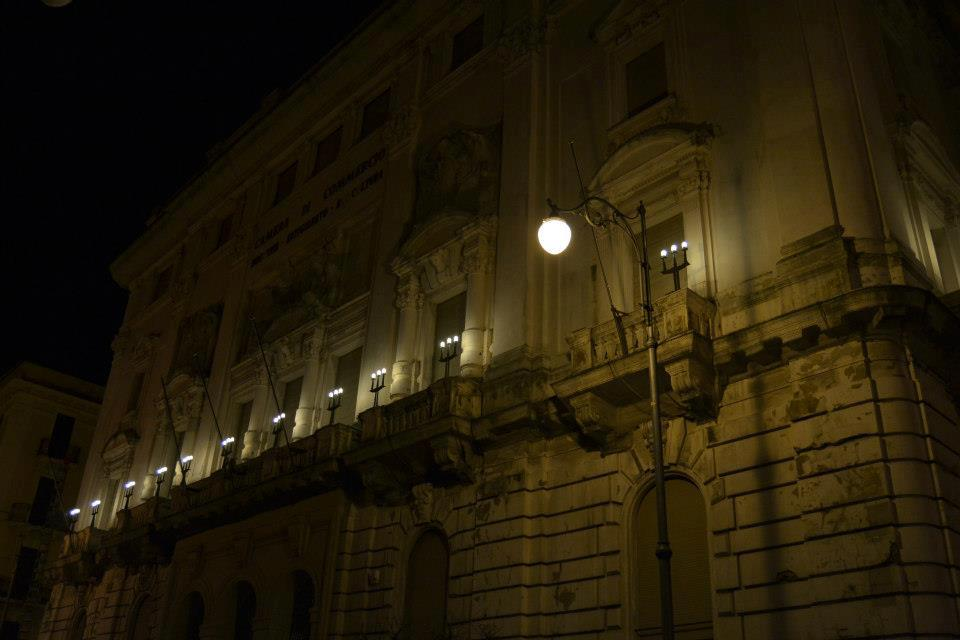
Palazzo della Camera di Commercio in Salerno

Der Palazzo della Camera di Commercio ist ein Palast aus den 1920er-Jahren in Salerno in der italienischen Region Kampanien.

## Geschichte
Der Bau des Palastes begann 1910, als die Handels-, Industrie-, Handwerks- und Landwirtschaftskammer einen Antrag für die Gebiete, die aus der Neuorganisation des Stadtstrandes resultierten, an die Gemeinde Salerno stellte, um einen Palast zu errichten. Die Grundstücke wurden der Kammer 1914 zugesprochen, als die Gemeinde Salerno eine Auktion ankündigte, und 1915 wurde die Ankündigung veröffentlicht, dass das Gebäude von dem römischen Bauingenieur Arturo Gasparri, begleitet von dem Bauingenieur Gioacchino Luigi Mellucci, projektiert würde.
Mit Ausbruch des Ersten Weltkriegs wurde die Ausführung des Baus gestoppt. 1920 wurde mit den Arbeiten wieder begonnen. Als Gasparri starb, übernahm Francesco Leoni dessen Aufgaben und revidierte das Projekt teilweise. Erst 1927 wurde der Palast eingeweiht.

## Beschreibung
Im Projekt von Gasparri erhob sich das Gebäude drei Stockwerke hoch, aber nach dessen Tod plante der eingesprungene Architekt Francesco Leoni weitere zwei Stockwerke. Das Gebäude hat einen rechteckigen Grundriss mit vertikaler Struktur aus tragendem Mauerwerk. Die Bodenbeläge bestehen vollständig aus Marmor mit Holzintarsien. Die Fassade ist von Ladengeschäften und Balkonen geprägt und im Stil der Neurenaissance gehalten. In den Innenräumen gibt es Stuckdecken, die mit Paneelen von Umberto Amati, Malereien von Bruni und Meschini aus Rom und Stuckarbeiten von Augusto Costantino, sowie Malereien und Gemälde des Künstlers Pasquale Avallone aus Salerno verziert sind.
Seit 1996 sind Restaurierungsarbeiten im Gange, um das Gebäude in einen repräsentativen und nicht verwaltungsmäßigen Sitz der Gesellschaft zu verwandeln.
Im obersten Stockwerk ist eine Bibliothek untergebracht, die über 24.000 Bücher und Publikationen enthält und als eine der bestsortierten und am besten organisierten von Kampanien gilt.